# جماعة الجهاد الإسلامي المصرية
جماعة الجهاد أو جماعة الجهاد الإسلامي أو تنظيم الجهاد في مصر هي جماعة سلفية جهادية تعتقد باعتقاد أهل السنة والجماعة وما كان عليه أصحاب النبي والقرون الثلاثة الأولى الذين توفي النبي صلى الله عليه وسلم وهو عنهم راض، سواء في أبواب الإيمان والقدر والصفات وغير ذلك من أبواب العقائد، وتعتقد الجماعة كفر الدول والأنظمة والمؤسسات التي تحكم بغير ما أنزل الله تعالى، أو تتحاكم إلى غير شريعة الله، أو تلزم الناس بالأنظمة المناقضة للإسلام أو تدعو إليها مثل العلمانية أو الديمقراطية أو الاشتراكية أو نحو ذلك.
ومنهجها هو اتباع الكتاب والسنة على فهم السلف الصالح، سواء في أبواب الاعتقادات أو الأحكام كما نقلها الأئمة الأعلام والعلماء الأثبات، بحيث تلتزم بما اتفقوا عليه، وترجح بين أقوالهم فيما اختلفوا فيه حسب أصول العلم وقواعده، وتلتزم الاحتياط فيما لم نتمكن الترجيح فيه. كما تقبل جماعة الجهاد في عضويتها كل مسلم يلتزم بمنهج الجماعة واعتقادها وأهدافها، ولا يكون متهماً في دينه أو خلقه أو عدالته، والعضوية مقصورة على الرجال، كما لها الحق في إبعاد أو معاقبة من يثبت في حقه فساد أو خيانة أو إفساد أو مخالفة لأصول عمل الجماعة، وذلك على وفق لائحة التعزيرات الشرعية التي أقرتها الجماعة.

## التسمية
اتخذت الجماعة هذا الاسم لأن الجهاد هو الأمر الذي اجتمع عليه أفراد هذه الجماعة، لرؤيتها أن الجهاد ودعوة الناس إلى دين الإسلام هما أهم السبل لإقامة دين الله وشرعه في الأرض، وأما العلم والتربية وغيرهما فلابد أن يكونوا خادمين للجهاد لا مثبطين عنه، وهذا لا يعني أن نشاط الجماعة محصور في الجهاد فقط، بل تقوم الجماعة بواجبات الإسلام الأخرى على قدر الاستطاعة، مع تقديم واجب الجهاد والإعداد له على غيره من الواجبات الكفائية عند التعارض، فهذا الاسم للتمييز وليس للحصر.

## النشأة
نشأت أول مجموعة جهادية في مصر حوالى عام 1964 بالقاهرة وكان أبرز مؤسسيها ثلاثة هم علوى مصطفى (من حى مصر الجديدة) وإسماعيل طنطاوي (من حى المنيل) ونبيل البرعي (من حى المعادى) وكانوا جميعاً طلبة في الثانوية العامة وقتها، ولقد تخرج إسماعيل من كلية الهندسة بجامعة الأزهر فيما بعد، كما تخرج علوى من كلية الهندسة أيضاً، بينما تأخر نبيل البرعى دراسياً ثم التحق بكلية الأداب بجامعة بيروت.
أصبحت هذه المجموعة تنظيماً يضم عدداً من المجموعات في القاهرة والجيزة والإسكندرية، وربما قليل من المحافظات الأخرى، وكانوا جميعاً من طلبة ثانوى أو الجامعة لكن التنظيم استمر سنوات كبر فيها كل صغير، وكان من بين أعضاء هذا التنظيم أيمن الظواهري في نهاية الستينيات، كما كان من أعضاء هذا التنظيم يحى هاشم ورفاعي سرور، كما إنضم لهذا التنظيم في نفس الفترة (نهاية الستينات) مجموعة الجيزة التي كان من أبرز قادتها مصطفى يسري وحسن الهلاوي لكن هذه المجموعة سرعان ما إنفصلت في أوائل السبعينات عند أول بادرة خلاف مع التنظيم.

## الخلفية الفكرية
ولقد ساهم في تشكيل أفكار وإستراتيجية التنظيم ثلاثة عوامل: الأول أن كل قادة وأعضاء التنظيم تربوا في مساجد الجمعية الشرعية وجماعة أنصار السنة المحمدية وهما جماعتان ذاتا توجه سلفي واضح، كما تأثر جميع أعضاء التنظيم بالشيخ محمد خليل هراس - هو أحد علماء الأزهر ورئيس جماعة أنصار السنة في ذلك الوقت من أواخر الستينيات وحتى منتصف السبعينيات من القرن الماضي - تأثراً كبيراً جداً حتى أن بعض المصادر تنقل روايات لم تتأكد بعد أنه كان على علم بالتنظيم ويؤيده ويوجهه شرعياً. الثاني أن فكرة الانقلابات العسكرية كانت رائجة في ذلك الوقت في المنطقة العربية والعالم، وجرى تنفيذها بنجاح كبير في دول عربية وإسلامية كثيرة في ذلك الوقت، كما راجت في ذلك الوقت أيضا فكرة حرب العصابات من أجل التحرر الوطني. الثالث اعتقاد مؤسسي التنظيم أن تنظيم الضباط الأحرار كان تابعاً للإخوان المسلمين ثم خانهم لإن الإخوان لم يحسنوا تربية وتثقيف الضباط على فكر الجماعة، كما أن الجماعة أخطأت لأنها لم تسخدم القوة وتحديداً الانقلاب العسكري في مواجهة عبد الناصر.

## عقيدة الجماعة
كانت الأثار المباشرة لهذه العوامل الثلاثة هو تبنى التنظيم للمنهج السلفي في مجالي الاعتقاد والدراسات الشرعية، وتبنيه لمنهج التغيير السياسي والاجتماعي والاقتصادي بالقوة المسلحة، ولقد اختار التنظيم مبدئياً أسلوب الإنقلاب العسكري لتحقيق هذا التغيير، وتبنى نهج الاعتماد في اختراق الجيش على أشخاص تم تربيتهم مسبقاً في التنظيم ثم دفعهم للالتحاق بالكليات العسكرية.
كان التنظيم يعتمد مناهج لتعليم الدراسات الشرعية، تقوم على أساس المنهج السلفي، كما ألزم الأعضاء بحضور دروس الشيخ محمد خليل هراس بمسجد قولة بعابدين وهو المقر العام لجماعة أنصار السنة المحمدية بمصر، كما تضمنت المناهج الدراسية بجماعة الجهاد الأولى هذه كتابي في ظلال القرآن ومعالم في الطريق لسيد قطب. أما في مجال التدريبات العسكرية فإن هذه الجماعة لم تكن تتبنى سوى التدريبات البدنية الشاقة بجانب التدرب على الألعاب القتالية كالمصارعة والكاراتيه، لأنهم كانوا يتبنون فكرة التغيير عبر التغلغل في الجيش وإستخدامه للقيام بانقلاب عسكري، وذلك عبر توجيه الأعضاء من طلبة الثانوى لدخول الكليات العسكرية وكذا توجيه الأعضاء من طلبة الجامعات للتحويل للكليات العسكرية، ولهذا أيضاً لم يكونوا يهتمون بشراء أو تخزين السلاح أو التدرب عليه خارج الجيش إلا ما كان من تصرفات فردية لم يكن التنظيم يمانع فيها.
وكانت هذه الجماعة تعتمد في مجال التجنيد على تجنييد الملتزمين بتعاليم الإسلام أياً كان انتمائهم الفكري باعتبار أن خلافهم الرئيسي مع غيرهم هو مسألة طريقة التغيير فإقناع أي ملتزم بهذه الفكرة يحوله لشخص صالح للانضمام لجماعة الجهاد، لكن كان بالطبع لهم بعض الملاحظات والخلافات القليلة والجوهرية مع كل من الجمعية الشرعية وجماعة أنصار السنة المحمدية في بعض تفصيلات مسائل في العقيدة حتى أن علوي مصطفى كان قد كتب كتيباً في هذه المسائل.
و لقد سألت العديد من المصادر والقادة والمؤسسين ومنهم نبيل البرعى تحديدا وكذا الدكتور مصطفى يسرى، هل كان لكم علاقة بالإخوان المسلمين؟؟ فأجابوا جميعا إجابة واحدة هي: لم أكن في يوم من الأيام عضوا في الإخوان المسلمين كما لم يكن أحد من أسرتى عضوا في الإخوان كما لم أتعلم على يد أحد من الإخوان. وفي نهاية الستينات كان من أعضاء التنظيم أيضاً عصام القمري.